# Stenocorus lepturoides
Stenocorus lepturoides är en skalbaggsart som beskrevs av Edmund Reitter 1913. Stenocorus lepturoides ingår i släktet Stenocorus och familjen långhorningar. Inga underarter finns listade i Catalogue of Life.